# Last Girl on My Mind
Last Girl On My Mind är en låt av popbandet Melody Club från albumet Scream. Singeln släpptes år 2006. Låten är producerad och inspelad av den svenska producenten Klas Åhlund.